# Tilia cordata

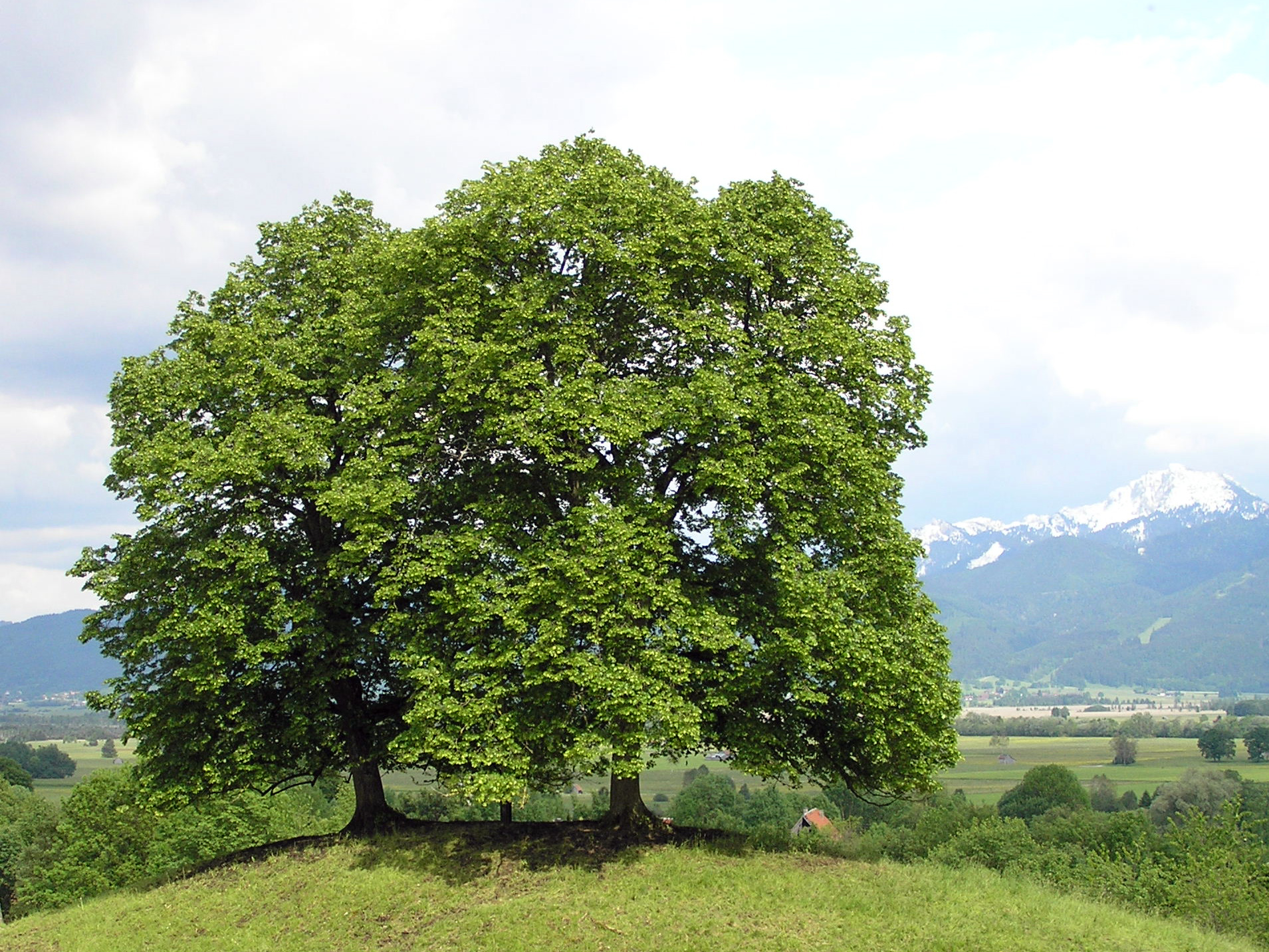
Tilia cordata

## Descrição
Tilia cordata são arvores robusta que podem medir até 30 m de altura, de copa ampla e regular. Casca cinzenta escura, lisa ou fendida longitudinalmente nos exemplares mais velhos. Ramos jovens sem pêlos. Folhas com 3-10 cm de comprimento, ovadas ou arredondadas, cordiformes e um pouco assimétricas na base, bruscamente acuminadas, com a margem regularmente serrada, alternas, sobre longos pecíolos glabros; têm uma cor verde intensa na página superior e um verde mais claro na página inferior onde comportam alguns pequenos pêlos avermelhados, na axila das nervuras; na página superior são completamente desprovidas de pêlos. As flores são pequenas, de cor branco, creme ou amareladas, muito aromáticas, com um duplo envolvimento de 5 sépalas e pétalas livres, estas mais longas e estreitas, abertas em forma de estrela; têm um grande número de estames livres ou um pouco unidos na base formando fascículos. Estão reunidas em cimeiras de 4-15 flores. O fruto é seco e indeiscente (carcérulo), globoso com 1(2) sementes; pericarpo lenhoso e liso.